# Club Social Deportivo Boca Juniors
Club Social Deportivo Boca Juniors es un club de fútbol de Perú, de la ciudad de Huarmey en el Departamento de Ancash. Fue fundado el 2 de mayo de 1960 y juega en la Copa Perú.

## Historia
El Club Social Deportivo Boca Juniors fue fundado el 2 de mayo de 1960 en la ciudad de Huarmey. Lleva su nombre en honor al club argentino Boca Juniors.
En 1963 logra campeonar en la Segunda División de Huarmey ascendiendo a la Primera División distrital. 
En los años 70 el club logró el tricampeonato distrital (1973, 1974, 1975) con lo que su hinchada crecería convirtiéndose en uno de los cuadros más populares de Huarmey. Llegó a definir el título de la zona costa del departamento de Ancash con Deportivo Sider Perú de Chimbote. Posteriormente el club andaría transitando entre la Primera y Segunda División del distrito durante las dos décadas siguientes.
En el 2006 consigue su cuarto título distrital de manera invicta con el mérito de lograrlo tras haber retornado de la Segunda División el año anterior como campeón.
En el 2008 logra el subcampeonato distrital clasificando a la Etapa Provincial de la Copa Perú en la que finalmente quedaría eliminado. Actualmente no participa de ningún torneo tras abandonar la liga distrital 2010.

## Uniforme
- Uniforme titular: camiseta azul oscuro con una franja amarilla horizontal, pantalón azul, medias azules.
- Uniforme alternativo: camiseta blanca, pantalón blanco, medias blancas.

## Sede
El club cuenta con su local propio ubicado en la primera cuadra de la Avenida El Olivar en la ciudad de Huarmey.

## Palmarés

### Torneos nacionales
- Liga Distrital de Huarmey (4): 1973, 1974, 1975, 2006.